# Carex tsushimensis
Carex tsushimensis là một loài thực vật có hoa trong họ Cói. Loài này được (Ohwi) Ohwi mô tả khoa học đầu tiên năm 1932.